# Parafia Świętej Trójcy w Zawichoście
Parafia pw. św. Trójcy w Zawichoście – parafia rzymskokatolicka znajdująca się w diecezji sandomierskiej w dekanacie Zawichost.
Parafia została erygowana w XII wieku. Kościół parafialny w obecnym wyglądzie barokowy z XVII/XVIII wieku, powstał prawdopodobnie w XII wieku; w 1971 spod tynków odsłonięto romańskie mury. Mieści się przy ulicy Trójca.
Parafia obejmuje tereny dawnej miejscowości Trójca.